# Sitio de Szigetvár
La fortaleza de Szigetvár (al sur de Hungría) constaba de la ciudad vieja, la nueva y un castillo, rodeado por un foso triple de agua. Terraplenes de tierra y madera aseguraban el castillo, tan solo la torre donde se conservaba la pólvora era de piedra. La fortaleza se hallaba junto a los pantanos del río Almás, de lo cual procedía el nombre en húngaro (sziget significa isla).
Ya en junio de 1556 las tropas del Imperio Otomano habían asediado la fortaleza de Szigetvár, pero un ejército al mando de Nadásdy y el ban croata Nicolás Zrínyi o Zrinski había logrado romper el cerco. Zrínyi fue nombrado comandante de la fortaleza en 1557.

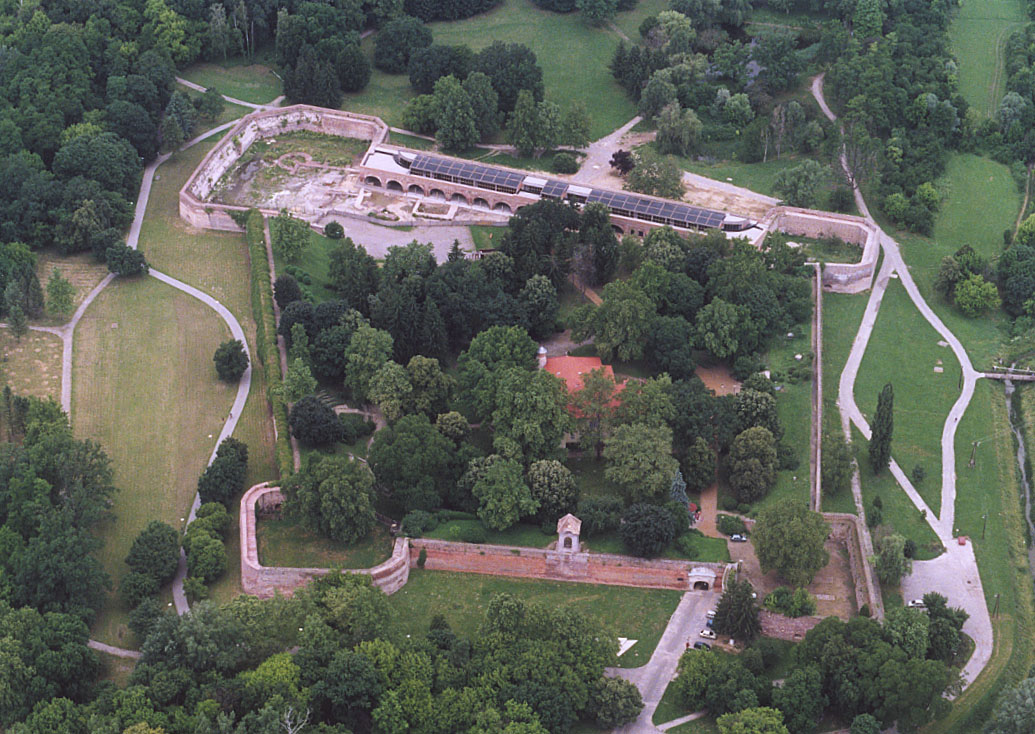
El castillo de Szigetvár.

## El sitio
El sultán Solimán el Magnífico volvió a dirigir personalmente una campaña a los 72 años de edad, ya decrépito y afecto de gota, por lo que apenas podía montar a caballo. Disponía de unos 90.000 soldados y 300 cañones. Los 2500 croatas que defendían la fortaleza, al mando de Zrínyi, contaban con 69 cañones. Las tropas imperiales que hubieran podido socorrerles se quedaron en Győr.
El asedio comenzó el 6 de agosto de 1566. Tres días después, los defensores tuvieron que retirarse a la parte vieja. Los atacantes rellenaron los fosos y empezaron a atacarla desde tres direcciones, y la conquistaron el 19 de agosto. Los defensores se refugiaron en el castillo y resistieron los ataques de los días siguientes. Zrínyi rechazó las ofertas de capitulación.
El 5 de septiembre se produjo un incendio en la parte exterior, que no pudo ser sofocado, y los 500 defensores restantes se refugiaron en la torre. En la noche del 5 al 6 de septiembre murió de achaques el sultán Solimán, siendo reemplazado en el mando por el Gran Visir Sokollu Mehmet Bajá. Tras un bombardeo ininterrumpido, la torre empezó a arder el 8 de septiembre. Zrínyi prefirió morir heroicamente antes que capitular, por lo que hizo una salida por el puente del castillo con los soldados que le quedaban. No llevaba coraza ni yelmo, sino un atuendo vistoso. Casi todos los defensores cayeron luchando junto al puente, y una explosión en el polvorín mató a numerosos atacantes.

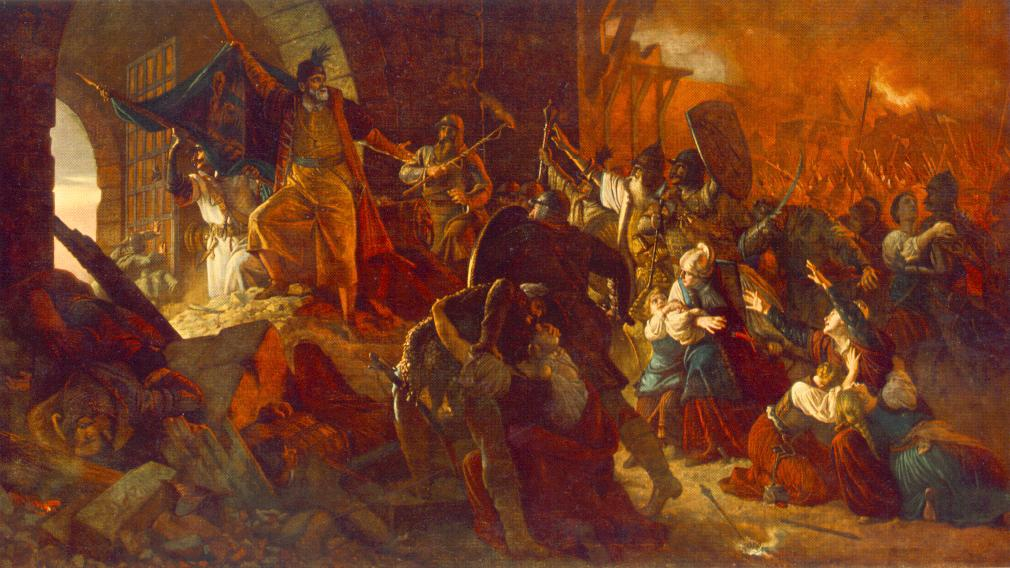
El conde Nicolás Zrínyi en el sitio de Szigetvár (1566). Obra de Bertalan Székely.

Zrínyi fue herido de gravedad y hecho prisionero. Una vez decapitado, su cabeza se colocó sobre una pica dentro del campamento otomano y luego fue enviada a las tropas imperiales, que la enterraron en el convento de Santa Elena en Senkovec junto a Čakovec.
La muerte del sultán, las bajas de 30 000 soldados causadas por el sitio y la irrupción del invierno obligaron a los turcos a retirarse a Estambul. Los húngaros no pudieron reconquistar la ciudad hasta 1689 durante la gran Guerra Turca.
- Datos: Q606621
- Multimedia: Battle of Szigetvár / Q606621